# 12124 Hvar
12124 Hvar è un asteroide della fascia principale. Scoperto nel 1999, presenta un'orbita caratterizzata da un semiasse maggiore pari a 2,8952505 UA e da un'eccentricità di 0,0774515, inclinata di 1,95831° rispetto all'eclittica.